# Proteïna integral de membrana

Esquema mostrant una proteïna transmembranosa en l'interior d'una bicapa formada per fosoflípids.
E= Espai extracel·lular; P= Membrana plasmàtica; I= Espai intracel·lular.

Una proteïna integral de membrana és un tipus de proteïna de membrana que es troba embeguda a la bicapa lipídica d'una membrana biològica. Sovint la seqüència de la proteïna conté aminoàcids apolars (com ara Ala, Val, Leu, Ile, Pro, Phe i Trp) que conformen un nucli o "core" apolar que li permet associar-se mitjançant interaccions apolars amb els fosfolípids de la membrana. Aquestes proteïnes tenen un paper fonamental en la transducció de senyal entre l'exterior i l'interior cel·lular permetent la funció de relació de la cèl·lula amb altres cèl·lules. Altres proteïnes de membrana col·laboren en el transport transmembrana que permet l'entrada selectiva de substàncies que no poden travessar la membrana (ions, molècules d'elevat pes molecular).
Degut a la seva composició la seva separació de la resta de components de la membrana implica la destrucció de l'estructura de la membrana. És necessari per això l'ús de detergents iònics forts com el SDS o no iònics com el tritó X-100; o altres dissolvents apolars. Les proteïnes integrals es diferencien de les proteïnes perifèriques perquè s'adhereixen externament i de forma dèbil a la membrana i es pot separar sense alterar la bicapa simplement aplicant un alta concentració d'una sal.

## Tipus de proteïnes integrals

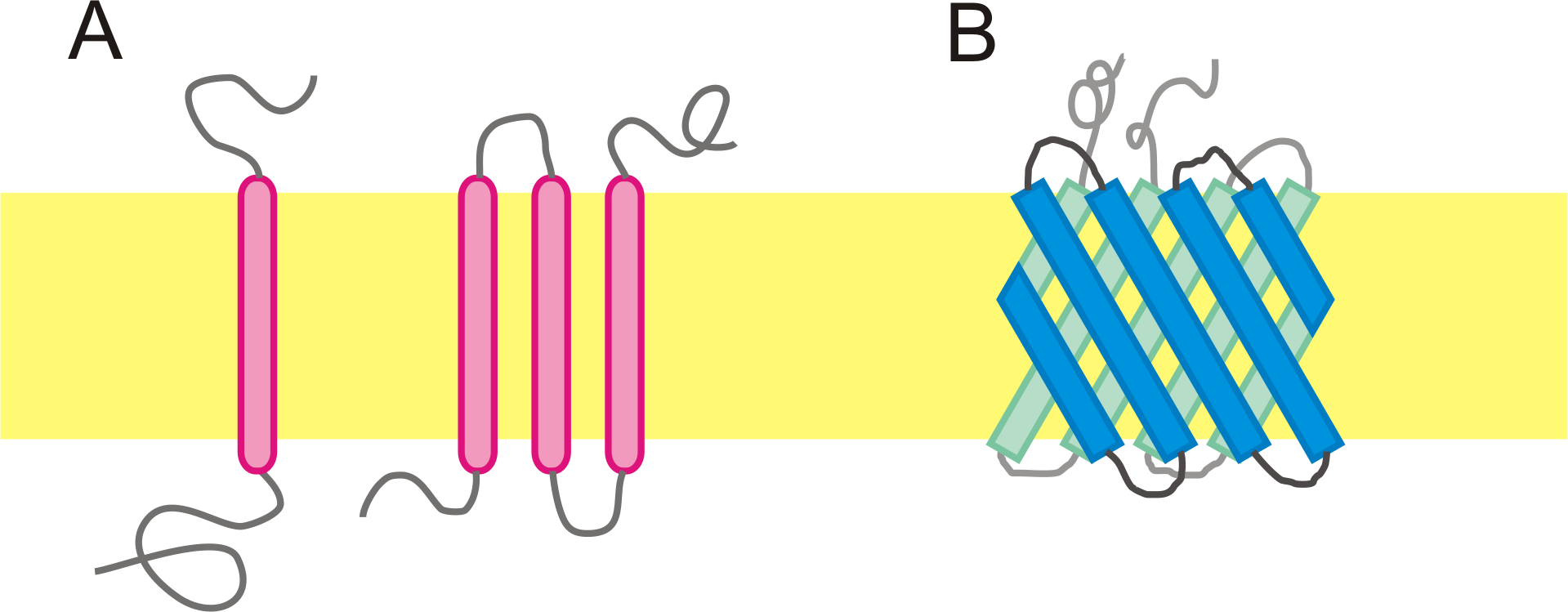
Esquema amb tres tipus d'estructures (famílies) de proteïnes transmembrana basades en l'hèlix alfa. D'esquerra a dreta, 1M, 3M, 7M en funció del nombre de cops que travessa la membrana.

- Proteïna integral transmembranosa: Aquestes proteïnes integrals es caracteritzen per travessar tota la bicapa i, per tant, hi ha part de la proteïna al citosol i part al medi extrecel·lular.
- Proteïna integral no transmembranosa: Aquestes proteïnes integrals es caracteritzen per no travessar tota la bicapa i, per tant, només hi ha part de la proteïna al citosol o al medi extrecel·lular.